# 列希夫卡
48°27′48″N 30°36′28″E / 48.46333°N 30.60778°E
列希夫卡（烏克蘭語：Лещівка）是烏克蘭中部的村莊，隸屬基洛夫格勒州的霍洛瓦尼夫斯克區。該村面積0.65平方公里，海拔高度125米，2001年人口134，人口密度每平方公里205.8人。